# Jenišovice (ort i Tjeckien, Pardubice)
Jenišovice är en ort i Tjeckien.   Den ligger i regionen Pardubice, i den centrala delen av landet, 120 km öster om huvudstaden Prag. Jenišovice ligger 290 meter över havet och antalet invånare är 444.
Terrängen runt Jenišovice är huvudsakligen platt, men österut är den kuperad. Runt Jenišovice är det ganska tätbefolkat, med 90 invånare per kvadratkilometer. Närmaste större samhälle är Chrudim, 17,0 km väster om Jenišovice. Trakten runt Jenišovice består till största delen av jordbruksmark.